# K.u.k. Dragonerregiment „Graf Montecuccoli“ Nr. 8

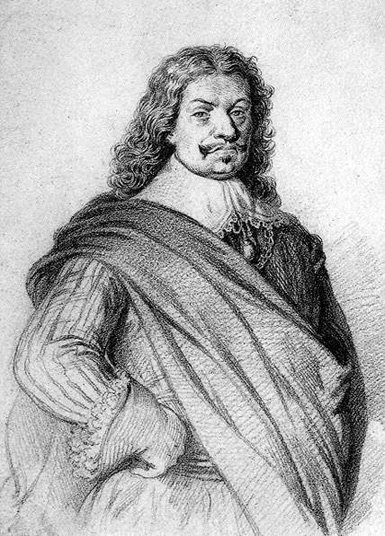
Historistische Darstellung des Namensgebers
Raimondo Montecuccoli

Das Regiment war ein Kavallerieverband, der im 17. Jahrhundert für die kaiserlich-habsburgische Armee errichtet wurde. Aus diesem entwickelte sich im Laufe der Zeit bis hin zur Gemeinsamen Armee das k.u.k. Dragonerregiment „Graf Montecuccoli“ Nr. 8, das diesen Namen seit 1888 „auf immerwährende Zeit“ zu führen hatte.
1769 wurde das Regiment als Cavallerie-Regiment Nr. 4 in die Kavallerie-Rangliste eingestellt und 1798 zum Cürassier-Regiment Nr. 8 umgewandelt.
Zur Systematik wurden nachträglich auch folgende Nummerierungen eingeführt: 1683/1 (nach Tessin), Kürassierregiment K 2 (nach Bleckwenn).
Bis zum Jahre 1798 wurden die Regimenter nach ihren jeweiligen Inhabern (die nicht auch die Kommandanten sein mussten) genannt. Eine verbindliche Regelung der Schreibweise existierte nicht (z. B. Regiment Graf Serbelloni – oder Regiment Serbelloni). Mit jedem Inhaberwechsel änderte das betroffene Regiment seinen Namen. Nach 1798 galt vorrangig die nummerierte Bezeichnung, die unter Umständen mit dem Namen des Inhabers verbunden werden konnte. Bedingt durch diese ständige Umbenennung sind die Regimentsgeschichten der österreichisch-ungarischen Kavallerie nur sehr schwer zu verfolgen. Hinzu kommt die ständige und dem Anschein nach willkürliche, zu Teil mehrfache Umklassifizierung der Verbände (zum Beispiel: Böhmisches Dragonerregiment „Fürst zu Windisch-Graetz“ Nr. 14).
Im Jahre 1915 wurden alle Ehrennamen und Zusatzbezeichnungen ersatzlos gestrichen, das Regiment heiß von da an nur noch k.u.k. Dragonerregiment Nr. 8. (Dies ließ sich in der Praxis jedoch nicht durchsetzen, einerseits weil sich niemand daran hielt, andererseits weil die sehr sparsame k.u.k. Militärverwaltung angeordnet hatte, zunächst alle noch vorhandenen Formulare und Stempel aufzubrauchen!)

## Geschichte
Das Regiment gilt als das älteste reguläre Reiterregiment der k. k. und k.u.k. Kavallerie. Nach Traditionserlass des 19. Jahrhunderts bestand es insgesamt 299 Jahre. Andere Geschichtsschreibungen lassen die Regimentsgeschichte wegen der im Jahre 1679 zunächst erfolgten Auflösung mit der Wiedererrichtung 1683 beginnen.
Im Jahre 1619 versuchten die niederösterreichischen protestantischen Stände mit der so genannten Sturmpetition von Kaiser Ferdinand II. in der Wiener Hofburg Zugeständnisse zu erreichen. Noch während dieses Vorgangs brachen drei Fähnlein des in Krems stationierten Arquebusier-Regiments Dampierre sowie ein Fähnlein des „Regiments Dampierre-Kürassiere“ (auch „Dampierre’schen Reiterregiment“ genannt) unter dem Arsenal-Kommandanten Obrist Gilbert de Saint-Hilaire nach Wien auf. Auf Donau-Tschaiken eingeschifft, kamen sie am 5. Juni 1619 in der Stadt an, drangen durch das Fischertor in die Residenz ein und schüchterten die Protestanten dermaßen ein, dass diese ihr Vorhaben aufgaben.

Dafür wurden den beiden Regimentern von Kaiser Ferdinand II. jeweils die nachstehenden Privilegien verliehen, die noch von Kaiser Franz I. bei der Säkularfeier im Jahre 1810 bestätigt wurden:
Das Regiment darf in Dienstfällen unter Trompetenschall und mit fliegenden Estandarten durch die k. k. Hofburg und in die Reichshaupt- und Residenzstadt Wien marschieren, auch auf dem kaiserlichen Hofburgplatze (Franzensplatze) sich aufstellen und durch drei Tage allda für die freie Werbung den Werbetisch aufschlagen. Von dem Regimente wird dann vor der dem Regiments Kommandanten in der Hofburg pro-forma einzuräumenden Wohnung, wohin die Regiments Estandarten zu bringen sind, die Wache bezogen und dem jeweiligen Regiments Kommandanten ist bei solcher Gelegenheit gestattet, unangemeldet in voller Rüstung vor Sr. Majestät dem Kaiser zu erscheinen.
Das Regiment hat auch die Versicherung, niemals reduciert oder aufgelöset zu werden, so lange es fortfahren wird, den bisherigen Ruhm zu behaupten, und endlich die Auszeichnung, dass kein Mann des Regimentes wegen Verbrechen, worauf die Todesstrafe gesetzt ist, in demselben hingerichtet, sondern in solchen Fällen der Schuldige zur Vollziehung solcher Strafe jederzeit zu einem anderen Regimente abgegeben werde.
- 1619 mit kaiserlicher Bestallung vom 16. März wurden durch den toskanischen Großherzog Cosimo II. de’ Medici 500 Mann auf eigene Kosten angeworben (300 Mann als Arkebusiere in den Niederlanden, 200 Mann als Kürassiere in den kaiserlichen Erblanden). Dieses Regiment trat unter dem Namen „Florentinische Reiter“ 1621 in kaiserliche Dienst. Generalfeldwachtmeister Dampierre, welcher bereits seit 1616 Inhaber und Kommandant eines Arkebusier-Regimentes war, wurde zum Inhaber über dieses neue Regiment bestellt.

- 1683 wurden fünf Kompanien des Regiments Mercy als Stamm zur Bildung eines neuen Regiments für Obrist Dupigny abgegeben. Dieses kam durch Neuwerbung auf 10 Kompanien und führte die Tradition des Regiments Bournenville bzw. der alten Dampierr’schen Reiter fort
- 1721 wurde Kompanie des aufgelösten Dragoner-Regiments Battée übernommen
- 1731 Teile der 1727 aufgestellten Auctions-Kompanien an die Regimenter Pignatelli und Kokorowa (beide 1734 aufgelöst) abgegeben
- 1768 Die Karabinier Kompanie wurde an das neu aufgestellte 1. Carabinier-Regiment (später Dragoner Nr. 3) abgegeben, dagegen eine Eskadron des aufgelösten Kürassier-Regiment Modena eingegliedert.
- 1769 erhielt das Regiment die Kavallerie-Ranglistennummer 4.
- 1775 wurde die Oberst-Division, dann die Oberstlieutenants 1. Eskadron des aufgelösten Kürassier-Regiments Jacquemin eingegliedert
- 1798 Namensänderung in Kürassier-Regiment Nr. 8
- 1802 wurde die Oberstlieutenants-Division des aufgelösten Regiments Czartoryski Nr. 4 übernommen.
- 1867 Umwandlung in Dragonerregiment Nr. 8

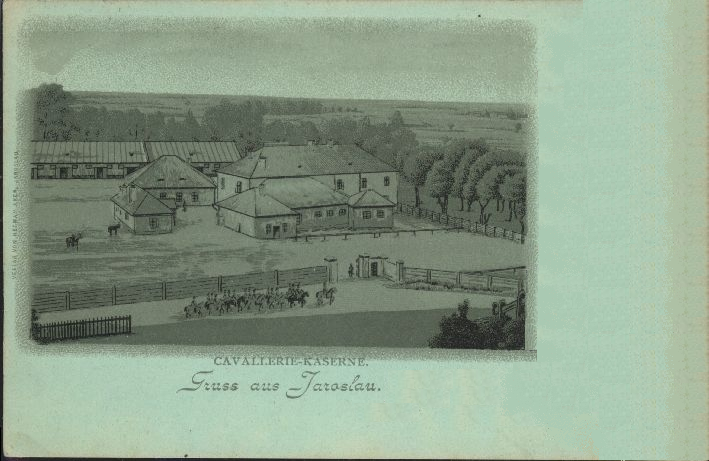
Kavalleriekaserne in Jaroslau

## Werbung und Ergänzungsbezirke
- ab 1781 Böhmen
- 1853 Aus den Ergänzungsbezirken des Infanterieregiments Nr. 35 (Pilsen)
- 1857–1860 aus Bezirken der Infanterie-Regimenter Nr. 14, 28, 42 (Neuhaus, Prag, Theresienstadt)
- 1860–1868 aus den Bezirken der Infanterieregimenter Nr. 11, 28, 35 (Písek, Prag, Pilsen)
- 1868–1877 aus den Bezirken der Infanterieregimenter Nr. 28 und 75 (Prag, Neuhaus)
- 1877–1883 aus den Bezirken der Infanterieregimenter Nr. 28 und 42 (Prag, Theresienstadt)
- 1883–1889 aus den Bezirken der Infanterieregimenter Nr. 42, 92 und 94 (Theresienstadt, Komotau, Turnau).
- 1889 war es dem Bereich des IX. Korps (Militär-Territorial-Bezirk Josephstadt) zugewiesen.
- 1914 Ergänzungsbezirk Leitmeritz

## Friedensgarnisonen
| I. | II. | III. |
| --- | --- | --- |
| - 1649 Linz - 1650 Innerösterreich - 1651–1657 Steiermark - 1660 Niederösterreich - 1661 Oberungarn - 1663/64 Ungarn, dann Schlesien - 1665 Innerösterreich - 1670 Csakathurn - 1671/72 Oberungarn - 1679 Worms - 1698–1701 Ober- und Niederösterreich (Stab Enns) - 1714 Mähren und Schlesien - 1715/16 Böhmen - 1720 Neutraer Komitat - 1731 Oberungarn (5 Kompanien im Mailändischen detachiert) - 1733/34 Böhmen (Pilsner Lager) - 1736/37 Banat - 1739 Kaschau - 1740/41 Mähren | - 1746/47 Neutraer Komitat - 1748 Szered - 1752–1756 Chrudim - 1763 Ungarisch-Skalitz - 1766 Szered - 1767 Brezowa - 1768 Szered - 1770 Sohler und Trentschiner Komitat - 1775–1778 Ungarisch Skalitz - 1779 Güns - 1787 Steinamanger, dann Wien - 1788–1792 Saaz - 1798/99 Wittingau - 1801 Grosswardein - 1802–1805 abwechselnd Nagy-Károly und Szatmár - 1806 Nagy-Károly - 1807 Szikszó - 1808/09 Kittsee - 1810 Báth (Frauenmarkt) | - 1811 Wien - 1812/13 Gaya - 1814/15 Wien - 1815 Brandeis - 1819 Wien - 1820 Klattau - 1836–1848 Podiebrad - 1849 Wien - 1851 Nagy Tapolcsán, dann Neuhäusel - 1852 Güns - 1854 Mikulince, dann Przeworsk - 1855–1859 Prossnitz - 1859–1866 Czegléd - 1866 Raab - 1870 St. Georgen (Pressburg) - 1879 Stockerau - 1880 Wien - 1885 Pardubitz - 1903 Przemyśl - 1911–1914 Stab/I.Division/6.Esk. Jaroslau – II.DivKdo/4.Esk./5.Esk. Radymno |

## Regimentsinhaber
- 1619 Obrist Heinrich Duval Graf Dampiere, Obristwachtmeister über alles Kriegsvolk zu Ross (Dampierr’schen Arkebusier Regiment), gefallen bei Preßburg
- 1620 Jacob Graf von Dampierre, Freiherr von Mondroville[5]
- 1621 General der Kavallerie Gebhard Baron St.Hilaire
- 1646 General der Kavallerie Johann von Werth
- 1674 Feldmarschall Herzog Alexander von Bournonville (ging 1680 in spanische Dienste)
- 1680 Oberst Leopold Joseph zu Lothringen (übernahm 1688 ein Infanterie-Regiment)

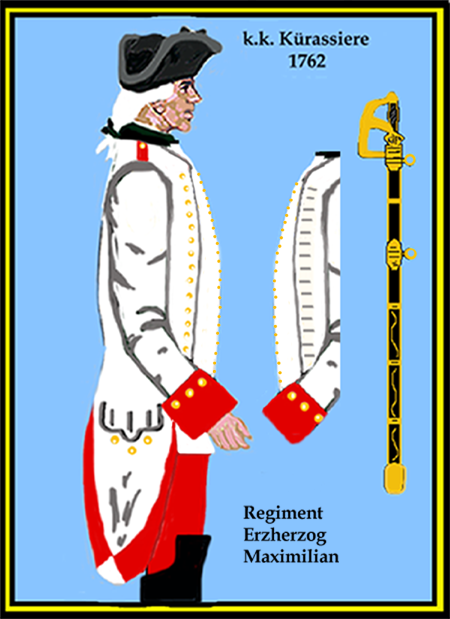
Als Kürassier-Regiment „Erzherzog Maximilian“ 1761–1780

- 1683 Obrist Bernhard Freiherr von Coneberg et Dupigny (Kürassier-Regiment Coneberg), gefallen bei der Verteidigung von Wien
- 1683 Obrist Johann Franz Freiherr von Chauviray (Kürassier-Regiment Chauviray)
- 1685 Feldmarschallleutnant Adam Bernhard Freiherr von Saint-Croix (Kürassier-Regiment Saint-Croix)
- 1698 Obrist Joseph Innozenz Herzog von Lothringen und Bar (Kürassier-Regiment Lothringen und Bar), Gefallen bei Cassano
- 1705 Obrist Ferdinand Graf Breuner (Kürassier-Regiment Graf Breuner), Gefallen bei Rumersheim
- 1710 Obrist Thomas Emanuel Prinz Savoyen (Kürassier-Regiment)
- 1730 Obrist Prinz Johannes Franz Eugen von Savoyen (Kürassier-Regiment „Jung-Savoyen“)
- 1735 Feldmarschall-Lieutenant Franz Rudolf Graf Hohenems (Hohenembs) (Kürassier-Regiment Graf Hohenems)
- 1756 Obrist Erzherzog Ferdinand (Kürassier-Regiment Erzherzog Ferdinand)
- 1761 Oberst Erzherzog Maxmilian (Kürassier-Regiment Erzherzog Maximilian)
- 1780 Generalmajor Friedrich Anton Fürst Hohenzollern-Hechingen (Kürassier-Regiment Hohenzollern-Hechingen)
- 1798 Änderung der Namensgebung in Kürassier-Regiment Nr. 8
- 1813 Constantin Cesarewitsch, Großfürst von Russland
- 1831 Feldmarschalleutnant Ignaz Graf Hardegg
- 1848 Feldmarschalleutnant Carl Graf Auersperg
- 1848 Carl Prinz von Preußen
- 1883–1899 General der Kavallerie Leopold von Sternberg

Schlacht am Weißen Berg 1620

### Zweite Inhaber
- 1767 FML Johann Baron Lassgallner MTOR zu Oedenburg 1775
- 1775 GM Heinrich Baron Rothschütz MTOR zu Pressburg 1777
- 1777 GM Friedrich Anton Prinz zu Hohenzollern-Hechingen (ab 1780 Oberst-Inhaber)
- 1813 FML Ignaz Graf Hardegg (ab 1831 Oberst-Inhaber)
- 1848 FML Karl Graf Auersperg († 1859)
- 1859 GdK Leopold Graf Sternberg (ab 1883 Oberst-Inhaber)

### Regiments-Kommandanten
- 1903 Oberst Ottokar Pizzighelli
- 1906 Oberst Ludwig Vetter von Bruckthal
- 1908 Oberst Ludwig Vetter von Bruckthal
- 1910 Oberst Viktor Bauer von Bauernthal
- 1914 Oberstleutnant Eugen Adler

## Gefechtskalender
Friauler Krieg

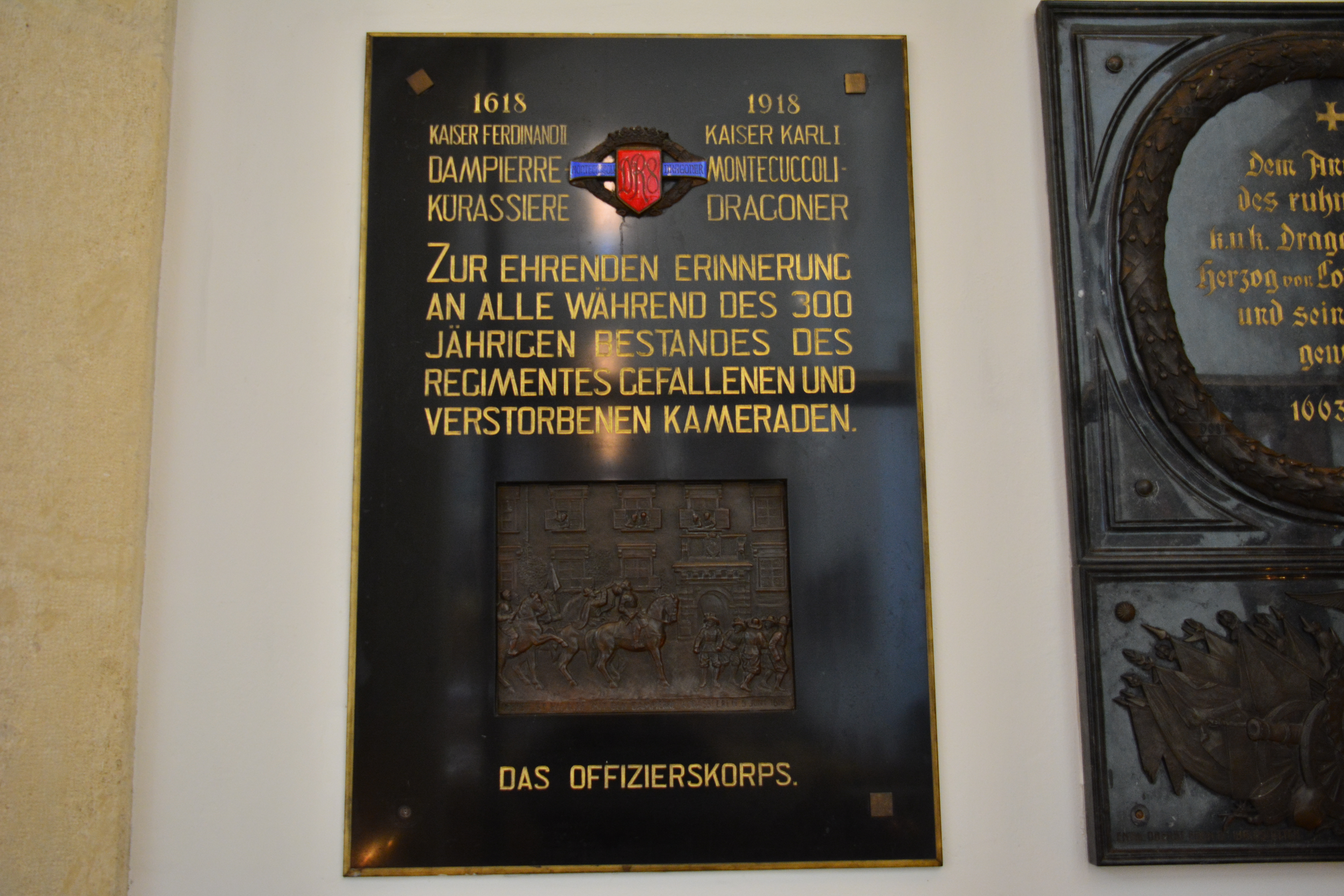
Gedenktafel in der Kapuzinerkirche in Wien

- 1616 Kämpfe gegen Venedig – Gefechte bei Luciuse, Gradisca und Rubis

Dreißigjähriger Krieg
- 1618 Kämpfe in Böhmen
- 1619 Die in den Erblanden geworbenen zwei Kompanien lagen im Juni in Niederösterreich. Eine nahm an dem von dem Obrist Gilbert von St. Hilaire (Arsenal-Hauptmann) geführten Zug der 500 Dampierr’schen Reiter zur Befreiung des Kaisers nach Wien teil. Das später vereinigte Regiment (die in den Niederlanden geworbenen Kompanien waren inzwischen beim Korps Dampierre eingerückt) kämpften im Gefecht bei Wisternitz und bei der Einnahme von Lundenburg
- 1620 In Mähren und Niederösterreich. Im November kämpfte der Verband in der Schlacht am Weißen Berg bei Prag
- 1621 Scharmützel bei Neuhäusel in Ungarn
- 1622 Garnison in Niederösterreich – Streifzüge in Mähren
- 1624 Geringe Gefechtstätigkeit im Reich
- 1625 Kämpfe in den Niederlanden. Belagerung von Breda
- 1626 Kämpfe an der Dessauer Brücke, später Verlegung nach Mähren
- 1627 Feldzug unter Waldstein nach Holstein und Jütland
- 1628 In Mecklenburg
- 1629/30 Patrouillen- und Streifendienst im Herzogtum Jülich Keine Gefechtstätigkeit
- 1631 Belagerung von Magdeburg, Schlacht bei Breitenfeld
- 1632 In Böhmen bei der Belagerung von Eger, dann vor Nürnberg, später unter Gallas in Sachsen, Schlacht bei Lützen
- 1633 Gefecht bei Steinau in Schlesien, später Verlegung zur Hauptarmee nach Bayern
- 1634 Einnahme von Regensburg, Schlacht bei Nördlingen
- 1635 Unter Gallas am Rhein, im Kurfürstentum Mainz und im Herzogtum Lothringen
- 1636 Wieder unter Gallas am Rhein
- 1637 Gefecht bei Pege (Pegau) in Sachsen
- 1638 Mit der Hauptarmee in Pommern, Rückzug nach Sachsen
- 1639 Kämpfe bei Freiberg und Chemnitz
- 1640 In Schlesien, dann zur Hauptarmee mit Gefechten bei Perleberg und Ziegenhain
- 1641 Belagerung von Zwickau, Gefecht bei Wolfenbüttel
- 1642 Gefecht bei Schweidnitz, Schlacht bei Breitenfeld, mit anschließenden Rückzugsgefechten im Verein mit den Regimentern Nicola (Mottard), Lüttich und Ramsdorf. Dem Kornet Hensgen mit einem aus Leuten des Regiments und des Regiments Pallavicini (200 Mann) zusammengesetzten Detachement gelang bei Mährisch Trübau ein Überfall auf drei schwedische Regimenter
- 1643 Bei der Hauptarmee in Schlesien, Gefecht bei Teschen
- 1644 In Mähren Gefechte gegen die rebellierenden Walachen. Später kam das Regiment nach Ungarn, hier Gefechte bei Freistadtl, Eperies, Palkonya, am Sajó u. a.
- 1645 zur Deckung Wiens eingesetzt
- 1646 Feldzug gegen die Schweden und deren Vertreibung aus Niederösterreich
- 1647 Gefechte in Böhmen bei Falkenau. Belagerung von Iglau
- 1648 Mit der kaiserlichen Hauptarmee. Schlacht bei Zusmarshausen, Gefecht bei Allern usw. Eine Kompanie unter Rittmeister de La Borde zur Verteidigung von Prag abgestellt

Nach dem Kriege:
- 1655–1659 Patrouillen- und Streifendienst an der schlesischen Grenze gegen Polen. Zeitweise nach Ungarn und Mähren verlegt

Türkenkrieg 1663/1664
- 1663 in Patrouillen- und Streifendienst in Ungarn, ohne Aktion
- 1664 Dem Korps Souchez zugeteilt. Kämpfe bei Heiligenkreuz und Levencz

Holländischer Krieg

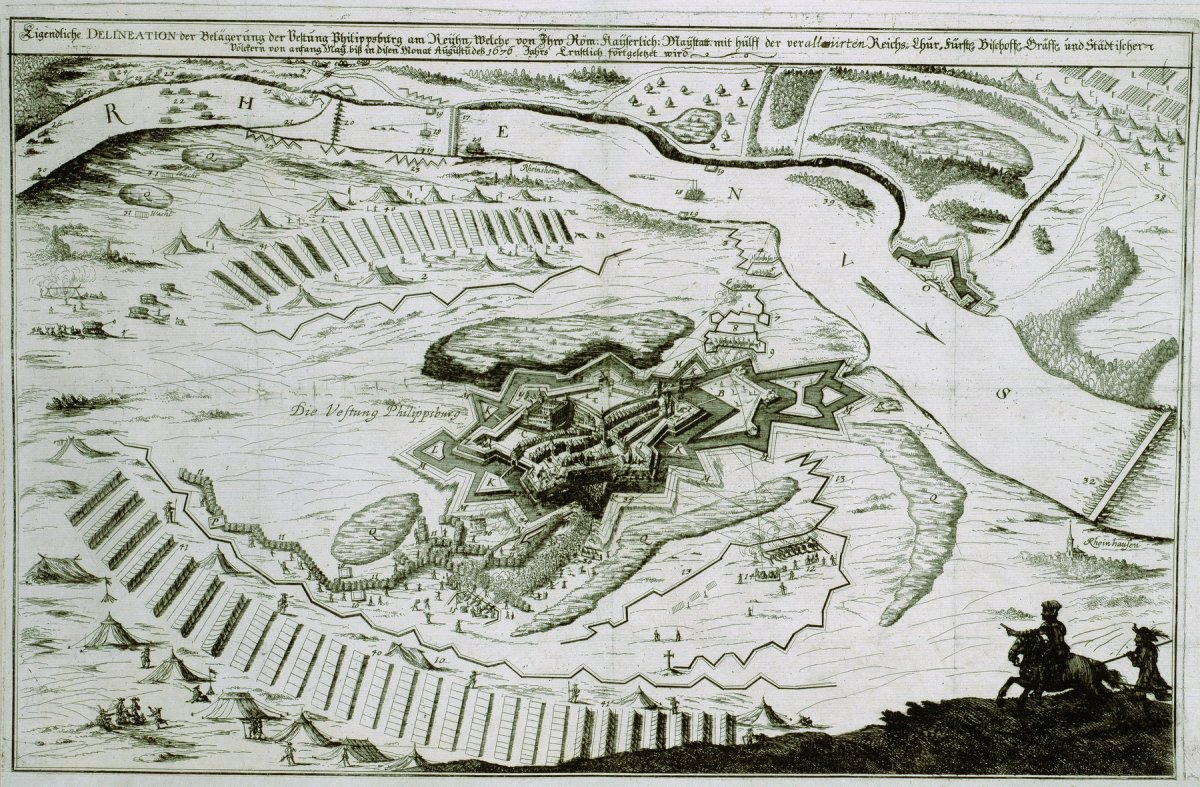
Belagerung der Festung Philippsburg

- 1673 Verlegung zur Armee an den Rhein. An der Einnahme von Bonn beteiligt
- 1674 Im Dezember Gefecht bei Mühlhausen
- 1675 Gefecht bei Colmar und Schlacht bei Altenheim (Goldscheuer)
- 1676 Bei der Belagerung von Philippsburg
- 1677 Kurzzeitig nach Böhmen verlegt, dann Rückverlegung zur Hauptarmee. Keine Gefechtstätigkeit

Großer Türkenkrieg
- 1683 In der Hauptarmee, Gefecht bei Petronell. Verteidigung der Stadt Wien
- 1684 In der Hauptarmee, Belagerung von Ofen, dann im Korps Schultz nach Oberungarn abgerückt
- 1685 Von Oberungarn nach Siebenbürgen verlegt
- 1686 Gefechte mit dem Korps Scherffenberg bei Szent Benedek und Hermannstadt. Nach Ungarn verlegt, dort an der 2. Belagerung von Ofen teilgenommen. Später im Gefecht bei Szegedin
- 1687 Kämpfe in der Hauptarmee in der Schlacht bei Mohács (am Berge Harsány). Vier Eskadronen rückten unter Dünewald nach Slawonien ab
- 1688 Belagerung und Einnahme von Belgrad
- 1689 Streifzug gegen Zwornik in Bosnien, Schlachten bei Batočina und Nissa
- 1690 stand das Regiment bei den zur Verbindung mit dem Korps in Siebenbürgen bei Karansebes postierten Truppen
- 1691 Schlacht bei Slankamen
- 1692 Scharmützel Gyula und Belagerung von Grosswardein
- 1693–1696 In Nieder-Ungarn zumeist in der Hauptarmee
- 1697 Kurzzeitig an den Rhein verlegt. Gefecht bei Ebernbach, danach zurück nach Ungarn
- 1698 In der Hauptarmee, Zug gegen Temesvár

### Spanischer Erbfolgekrieg
- 1701: Das Regiment wurde nach Italien kommandiert. Einnahme von Carpi und Gefecht bei Chiari. Detachements nahmen unter Obristlieutenant Graf Mercy an den Gefechten bei Rontoglio, Cassano d’Adda, Pizzighettone und an der Fossa Mantovana teil.
- 1702: Ein Detachement nahm dem Überfall auf Cremona teil. Das Regiment kämpfte in der Schlacht bei Luzzara
- 1703: Bei der Hauptarmee am Po im Patrouillen- und Streifendienst
- 1704: Drei Eskadronen verlegten mit dem Korps Starhemberg nach Piemont und beteiligten sich an einem Gefecht bei Prarolo. Die in der Lombardei verbliebenen Eskadronen beteiligten sich am Rückzug nach Tirol
- 1705: Die letzteren Eskadronen kämpften dann bei Cassano, die im Piemont verbliebenen Teile des Regiments standen im Lager bei Chivasso-Crescentino und beteiligten sich an einem Gefecht bei Brandizzo
- 1706: Das Regiment kämpfte in der Schlacht von Turin und war an der Einnahme von Pavia beteiligt
- 1707: Zug in die Provence, Belagerung von Toulon
- 1708: In Oberitalien stehend, nahm ein Detachement an der Expedition gegen Fenestrelles teil
- 1709: Verlegung nach Deutschland. Starke Verluste im Gefecht bei Rumersheim
- 1710/11: Im Verband der Reichsarmee, keine Gefechtstätigkeit
- 1712: In die Spanischen Niederlande verlegt. Belagerung von Le Quesnoy
- 1713: Abkommandiert zur Reichsarmee. Keine Gefechtstätigkeit

Venezianisch-Österreichischer Türkenkrieg
- 1716 Verlegung auf Kriegsschauplatz in Ungarn. Schlacht von Peterwardein und der Belagerung von Temesvár
- 1717 Bei der Belagerung und Schlacht von Belgrad

Polnischer Erbfolgekrieg
- 1734/35 Im Verband der Reichsarmee

Russisch-Österreichischer Türkenkrieg (1736–1739)
- 1737 Kämpfe bei Timok und Radujewac
- 1738 Gefecht bei Kornia
- 1739 Große Verluste erlitt das Regiment in der Schlacht bei Grocka

Österreichischer Erbfolgekrieg
- 1741 Schlacht bei Mollwitz
- 1742 Schlacht bei Tschaslau (Caslau) und Belagerung von Prag
- 1743 In der Hauptarmee in Bayern. Vormarsch an den Rhein
- 1744 Bei der Belagerung von Lauterburg, danach Rückzug nach Böhmen
- 1745 Schlacht bei Hohenfriedberg und Soor

Siebenjähriger Krieg
- 1756 Schlacht bei Lobositz
- 1757 Mit Auszeichnung aber starken Verlusten kämpfte das Regiment in der Schlacht bei Prag, dann bei Breslau und in der Schlacht bei Leuthen, wo es Rückzugsgefechte führte
- 1758 Schlacht bei Hochkirch und Gefecht bei Ebersbach
- 1759 In der Hauptarmee beim Angriff auf Greiffenberg. Die Carabinier Kompanie im Korps Loudon kämpfte in der Schlacht bei Kunersdorf
- 1760 Gefecht bei Kunzendorf und Schlacht bei Torgau
- 1761 Bei der Erstürmung von Schweidnitz kam nur die Carabinier-Kompanie zum Einsatz
- 1762 Patrouillen- und Streifendienst in Schlesien

Bayerischer Erbfolgekrieg
- 1778–79 Patrouillen- und Streifendienst bei der Hauptarmee in Böhmen. Keine Gefechtstätigkeit

→Koalitionskriege
- 1792 Patrouillen- und Sicherungsdienste im Breisgau. Keine Gefechtstätigkeit
- 1793 Zur Armee am Rhein abgestellt. Detachements standen in Gefechten bei Reichshofen, Dauendorf, Neuburg, Gamshaimb und Pfaffenhofen
- 1794 Gefecht bei Mannheim
- 1795 Vor Mannheim. Eine Abteilung im Gefecht bei Schriesheim, das Regiment focht mit Auszeichnung bei Handschuhsheim
- 1796 Kämpfe einzelner Abteilungen bei Ettlingen und Cannstatt, später bei Geisenfeld, Emmendingen und Schliengen.
- 1797 Gefechte bei Diersheim-Honau und an der Rench
- 1799 Kämpfe bei Ostrach und Stockach, verblieb dann bei den Truppen am Rhein vor Mannheim
- 1800 nahm das Regiment an der Schlacht von Möskirch, den Gefechten bei Dillingen an der Donau, Ingolstadt und Neuburg teil
- 1805 Im Korps Wereck Teilnahme an der Schlacht bei Elchingen. Nach der Kapitulation von Trochtellingen und Ulm (Schlacht von Ulm) geriet der größte Teil des Regiments in Kriegsgefangenschaft. Einigen versprengten Abteilungen gelang es sich an das Korps des Erzherzogs Ferdinand anzuschließen und nach Österreich zu entkommen
- 1809 Im I. Reservekorps der Armee. Kämpfe bei Eggmühl (Egloffsheim) und Regensburg. Teilnahme an der Schlacht bei Aspern und der Schlacht bei Wagram. Gefecht bei Tesswitz (Znaim)

Befreiungskriege

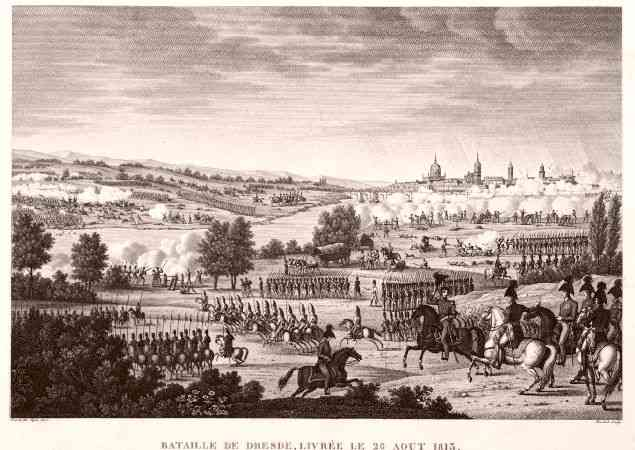
Schlacht von Dresden 1813

- 1813 Schlacht um Dresden und Völkerschlacht bei Leipzig
- 1814 Kämpfe unter seinem Kommandanten Fürst Windisch-Graetz mit bei Troyes, Arcis-sur Aube, und bei la Fère-Champenoise.

Herrschaft der Hundert Tage
- 1815 Patrouillen- und Sicherungsdienste in Frankreich

Revolution von 1848/1849 im Kaisertum Österreich
- 1848 Zwei Divisionen waren zunächst zur Unterdrückung des Aufstandes in Prag abgestellt. Danach rückte dann das komplette Regiment unter dem Kommando von Feldmarschall Fürst Windisch-Graetz vor Wien, wo es am Gefecht bei Schwechat beteiligt war. Danach marschierte der Verband nach Ungarn und kämpfte im Gefecht bei Parndorf
- 1849 Zum Korps Schlick abgestellt, nahmen Teile des Regiments an den Gefechten bei Eperies, Füge, dem Überfall auf Pétervásár, und dem Gefecht bei Sirok teil. Weiterhin kämpfte das Regiment mit Auszeichnung bei Verpeléth-Kápolna, bei Mezö-Kövesd, Hatvan und Isaszeg. Danach wurde es zu Belagerungstruppe vor Komorn abgestellt. Dort verblieb es bis zum Ende der Kämpfe ohne weitere Gefechtstätigkeiten.

Deutscher Krieg
- 1866 Mit fünf Eskadronen in der 3. Reserve-Kavallerie-Division eingeteilt, kämpfte das Regiment bei Königinhof und in der Schlacht bei Königgrätz. Hier hatte es die größten Verluste unter den Kavallerie-Regimentern zu beklagen.

### Verbandszugehörigkeit und Status im Juli 1914
X. Korps – 6. Kavallerie Truppendivision
5. Kavalleriebrigade
Nationalitäten: 58 % Tschechen – 42 % Verschiedene
Garnison: Stab:, I. Div: Jaroslau – II. Div: Radymno
Kommandant: Oberst Viktor Bauer von Bauernthal
Regimentssprache: Tschechisch
Erster Weltkrieg
- Im Ersten Weltkrieg sahen sich die Dragoner den unterschiedlichsten Verwendungen ausgesetzt. Sie kämpften zunächst im Regimentsverband kavalleristisch, wurden aber auch auf allen Kriegsschauplätzen infanteristisch verwendet.

### Verbleib
Nachdem die sogenannten Nachfolgestaaten der k.u.k. Monarchie im Oktober 1918 ihre Unabhängigkeit erklärt hatten, wurden die Soldaten der jeweiligen neuen Nationalität von ihren Interimsregierungen aufgerufen, die Kampfhandlungen einzustellen und nach Hause zurückzukehren. In der Regel wurde dieser Aufforderung von der tschechischen und sonstigen nichtdeutschen Mannschaften des Regiments Folge geleistet. (Staatsrechtlich galt das auch für die deutsch-böhmischen Soldaten, da sie jetzt plötzlich tschechoslowakische Staatsbürger waren. Inwieweit sie dieser Aufforderung nachgekommen sind, ist nicht mehr nachvollziehbar, dürfte jedoch eher die Ausnahme gewesen sein.) Aus den zurückgekehrten deutschösterreichischen Dragonern wurde nach Kriegsende der Stamm des Regiments aufrechterhalten. Es führte nunmehr die Bezeichnung Dragoner-Regiment „Feldmarschall Montecuccoli“ Nr. 2. Der Stab des Regiments lag in Enns.
Nach dem Anschluss Österreichs an das Deutsche Reich wurde das Regiment 1938 aufgelöst und aus dem Personal ein Teil des Kavallerie-Regiments 11 der deutschen Wehrmacht gebildet.

## Uniformierung des Regiments
Kürassierregiment K 2
1738: weißer Rock, rote Aufschläge
1765 (1767): weißer Rock und Hosen, ponceaurote Egalisierung, weiße Knöpfe
Cürassier-Regiment Nr. 6
1798: weißer Rock, scharlachrote Egalisierung, weiße Hosen, gelbe Knöpfe
1850: weißer Waffenrock, scharlachrote Egalisierung, lichtblaue Pantalons, gelbe Knöpfe
Dragoner Regiment Nr. 8
ab 1868:lichtblauer Waffenrock, scharlachrote Egalisierung, krapprote Stiefelhosen, gelbe Knöpfe

## Gliederung
Ein Regiment bestand in der Österreichisch-Ungarischen Kavallerie in der Regel ursprünglich aus drei bis vier (in der Ausnahme auch mehr) Division. Mit Division wurde hier ein Verband in Bataillonsstärke bezeichnet. Die richtige Division wurde Infanterie- oder Kavallerie-Truppendivision genannt. Jede Division hatte drei Eskadronen, deren jede wiederum aus zwei Kompanien bestand. Die Anzahl der Reiter in den einzelnen Teileinheiten schwankte, lag jedoch normalerweise bei etwa 80 Reitern je Kompanie.
Die einzelnen Divisionen wurden nach ihren formalen Führern benannt:
- Die 1. Division war die Oberst-Division.
- Die 2. Division war die Oberstlieutenant-(Oberstleutnant)-Division
- die 3. Division war die Majors-Division
- die 4. Division war die 2. Majors-Division
- die 5. Division (soweit vorhanden) war die 3. Majors-Division

Bei der, durch Kaiser Joseph II. begonnenen Heeresreform wurde die Kompaniegliederung innerhalb der Kavallerie aufgegeben.
Im Zuge der Heeresreform von 1860 wurden die, zu diesem Zeitpunkt aus drei Divisionen bestehenden Kavallerie-Regimenter auf zwei Divisionen reduziert.
- siehe: k.u.k. Dragoner

Bedingt durch die ständige Umbenennung sind die Regimentsgeschichten der österreichisch-ungarischen Kavallerie nur sehr schwer zu verfolgen. Hinzu kommt die ständige und dem Anschein nach willkürliche, zum Teil mehrfache Umklassifizierung der Verbände. (Zum Beispiel: K.u.k. Böhmisches Dragoner-Regiment „Fürst zu Windisch-Graetz“ Nr. 14)